# Spängflotjärnen
Spängflotjärnen är en sjö i Bräcke kommun i Jämtland och ingår i Ljungans huvudavrinningsområde. Spängflotjärnen ligger i Havmyren Natura 2000-område.